# Biroul de Turism pentru Tineret
Biroul de Turism pentru Tineret (BTT) a fost o instituție de stat înființată în 1968 de Ilie Verdeț, secretar al Comitetului Central al P.C.R., privatizată ilegal după căderea comunismului şi ajunsă între timp un brand in cadrul instituției de stat pentru tineret.
Conform propriului site web, BTT are ca activitate turismul pentru tineret si programe turistice care se adreseaza publicului larg.
În perioada comunistă, BTT se afla în directa subordine a Comitetului Central al Uniunii Tineretului Comunist. Dupa 1989, BTT a continuat să administreze fostul patrimoniu din perioada comunistă, schimbându-şi de două ori titulatura, pentru a sfârşi prin privatizarea şi vânzarea ilegală a patrimoniului, urmată de preluarea în 2012 de către fostul Minister al Tineretului și Sportului, în 2024 aflându-se în componența Ministerului Familiei, Tineretului și Egalității de Şanse (v. pagina web aici).

## Istoric
Imediat după 1990, BTT a preluat patrimoniul UTC.
În 1991, a fost înființată Compania de Turism și Tineret (CTT), în capitalul său social fiind incluse toate bunurile administrate de BTT. În decembrie 1996, compania avea în patrimoniu 11 baze turistice, între care se numărau complexele bucureștene Herăstrău, Tei-Toboc, Pantelimon, Străulești și Buftea, stațiunile tineretului din Costinești, Pârâul Rece, Roșu Deltă și Câmpulung Moldovenesc, precum și o serie de hoteluri din Constanța, Bușteni, Sibiu şi Târgu Jiu, la care se adaugă o unitate de transport turistic.
Ulterior compania nou înființată și-a schimbat numele, devenind Biroul de Turism și Tranzacții (BTT), care a continuat să administreze fostul patrimoniu al UTC-BTT-CTT, până când, ilegal, a trecut la vânzarea acestuia.
Ulterior CTT s-a “rebranduit”, devenind Biroul de Turism și Tranzacții (BTT), care a continuat să administreze fostul patrimoniu al UTC-BTT-CTT, până când, ilegal, a trecut la vânzarea acestuia.
La 15 martie 2001 în patrimoniul BTT mai figurau doar un hotel din Sibiu, câteva sedii de agenții județene, precum și o serie de participări modeste, de circa 5,5%, la unele societăți comerciale. În acel an, fostul șef al BTT a fost arestat pentru implicare în privatizări ilegale.
În cursul anului 2008 a început "Programul de restructurare a SC Biroul de Turism pentru Tineret (BTT) SA în vederea privatizării" avizat prin Hotărâre de Colegiul Director și aprobat de Consiliul de Supraveghere și Îndrumare în data de 13 martie 2008. Programul de restructurare prevede, în principiu, vânzarea activelor și a terenurilor societății și înstrăinarea participațiilor la alte societăți comerciale. După finalizarea programului de restructurare, societatea comercială urma să rămână cu domeniul său de activitate - agenție de turism -  ce se va desfășura numai la sediul său din București, cu brandul BTT și cu portofoliul de clienți. 
În iulie 2013, BTT a fost preluat de Ministerul Tineretului și Sportului, care în 2023 a fost înlocuit cu Agenția Națională pentru Sport (v. pagina web aici Arhivat în 1 octombrie 2022, la Wayback Machine.).

## Controverse
În aprilie 2001, fostul șef al BTT, Liviu Valentin Viclea, a fost reținut de politiști, pentru implicare în privatizări ilegale, anchetatorii stabilind în primă fază un prejudiciu de aproximativ 40 de miliarde de lei vechi.